# Кувельо
Куве́льо (итал. Cuveglio, ломб. Cüvéj / Cüéi / Chéi) — коммуна в Италии, располагается в провинции Варесе области Ломбардия.
Население составляет 3021 человек, плотность населения составляет 432 чел./км². Занимает площадь 7 км². Почтовый индекс — 21030. Телефонный код — 0332.
Достопримечательность — церковь святого Лаврентия Римского (итал. chiesa di San Lorenzo Martire) с колокольней в романском стиле, построенная ориентировочно в IX—X веках.